# 田中壽天
田中 壽天（たなか すて、1874年〈明治7年〉8月24日 - 1937年〈昭和12年〉9月26日）は、日本の第26代内閣総理大臣である田中義一の妻（内閣総理大臣夫人）。東京都出身。

## 経歴
1874年（明治7年）、陸軍軍人である大築尚志の六女として生まれる。
1893年（明治26年）に田中義一と結婚。北青山に約1000坪の本邸があり、隣に中島久万吉邸、向かいに川村景明邸があった。義一との間には長男の田中龍夫と長女の田中政子（橋本勝太郎養女）がいる。
1937年（昭和12年）9月26日、淀橋区柏木の自宅で脳溢血のため死去。63歳没。墓所は多磨霊園。